# Carmen Morell
Rosa María Ferrando Galiana, més coneguda com Carmen Morell (Barcelona, 13 de gener de 1923 - València, 27 de gener de 2015), va ser una cantant de copla i actriu espanyola.

## Trajectòria artística
Filla de Vicente, nascut a Almansa, Albacete, i Pilar, valenciana, emigrants a Catalunya. El seu pare treballava en les molles de Barcelona, era molt aficionat al flamenc i l'animava a cantar amb ell en algunes reunions familiars. Eren quatre germans i ella va començar a dedicar-se a la cançó sent encara adolescent, alternant amb la humil tasca de rebostera. Amb el temps arribaria a dominar diversos gèneres, com la sarsuela, cuplet, jota i, sobretot, el folklore espanyol i la cobla andalusa, en això iniciant-se segons el model de Concha Piquer. En 1944 va realitzar les seves primeres actuacions teatrals amb un petit paper en la comèdia “Noventa y nueve mujeres contra tres hombres”. Aquest mateix any es va formar la companyia d'artistes juvenils “Caras Nuevas” en la que Carmen feia versions d'alts de Concha Piquer i que la va portar de gira per Andalusia i Madrid. En 1946 va formar parella artística amb Pepe Blanco per a l'espectacle Alegría, que va dirigir Salvador Videgain García, amb música dels mestres Quintero, León i Quiroga. Al costat de Pepe Blanco va gravar prop de 30 cançons, va participar en espectacles i va protagonitzar tres pel·lícules. Va tenir amb ell un apassionat romanç, però va haver de suportar les infidelitats d'ell. També suportaria la desigual retribució quant a la part artística, que Pepe Blanco justificava en basar-se en la seva pròpia i superior popularitat. La parella, que va ser una de les més populars del món de l'espectacle, es va dissoldre en 1961.
L'èxit de Carmen Morell i Pepe Blanco sobre l'escenari va tenir el seu trasllat al cinema en tres pel·lícules: La mujer, el torero y el toro (sobre l’obra de Alberto Insúa, dirigida per Fernando Butragueño, 1950), Amor sobre ruedas (Ramón Torrado, 1954) i Maravilla (Javier Setó, 1957).
Després d'aquesta separació, Carmen Morell va continuar la seva carrera en solitari, formant companyia pròpia i actuant en festivals. En 1990, i després d'un període de silenci, Carmen va participar en la promoció d'un disc recopilatori de coples per a la companyia EMI, actuant en diversos programes de televisió. Dos anys després Carmen Morell va protagonitzar l'homenatge a Estrellita Castro en el programa d’Antena 3 Quédate con la copla.
Va viure retirada en València, on va morir el 27 de gener de 2015 als 92 anys, després de passar els cinc últims anys de la seva vida ingressada en una residència. Carmen Morell patia demència senil i es trobava molt feble de salut i memòria, encara que molts dels seus companys comentaven que, malgrat això, mai va oblidar cap de les seves lletres. Va enviduar en 1994 de Gustavo Gutiérrez Quiñones, amb qui no va tenir fills, i que va ser el seu representant. Des del moment en què va empitjorar el seu estat de salut va rebre l'ajuda econòmica de la Fundació AISGE, de la qual era la sòcia número 3.160.

## Cançons más populars
- Me debes un beso
- El granate
- Amor que viene cantando
- El piropo
- Pregonera de España
- El mirlo blanco
- Rosa de Capuchinos
- Horchatera valenciana
- La hija de la Tirana
- Inés de Castro

## Filmografia
- La mujer, el torero y el toro (Fernando Butragueño, 1950)
- Amor sobre ruedas (Ramón Torrado, 1954)
- Maravilla (Javier Setó, 1957)